# Wasta
Wasta és una població dels Estats Units a l'estat de Dakota del Sud. Segons el cens del 2000 tenia 75 habitants.

## Demografia
Segons el cens del 2000, Wasta tenia 75 habitants, 35 habitatges, i 19 famílies. La densitat de població era de 152,4 habitants per km².
Dels 35 habitatges en un 25,7% hi vivien nens de menys de 18 anys, en un 42,9% hi vivien parelles casades, en un 2,9% dones solteres, i en un 45,7% no eren unitats familiars. En el 37,1% dels habitatges hi vivien persones soles el 17,1% de les quals corresponia a persones de 65 anys o més que vivien soles. El nombre mitjà de persones vivint en cada habitatge era de 2,14 i el nombre mitjà de persones que vivien en cada família era de 2,63.
Per edats la població es repartia de la següent manera: un 22,7% tenia menys de 18 anys, un 5,3% entre 18 i 24, un 28% entre 25 i 44, un 21,3% de 45 a 60 i un 22,7% 65 anys o més.
L'edat mediana era de 38 anys. Per cada 100 dones de 18 o més anys hi havia 123,1 homes.
La renda mediana per habitatge era de 26.375 $ i la renda mediana per família de 26.250 $. Els homes tenien una renda mediana de 30.000 $ mentre que les dones 25.000 $. La renda per capita de la població era de 13.888 $. Entorn del 17,6% de les famílies i el 15,7% de la població estaven per davall del llindar de pobresa.

## Poblacions més properes
El següent diagrama mostra les poblacions més properes.